# راك فيسك

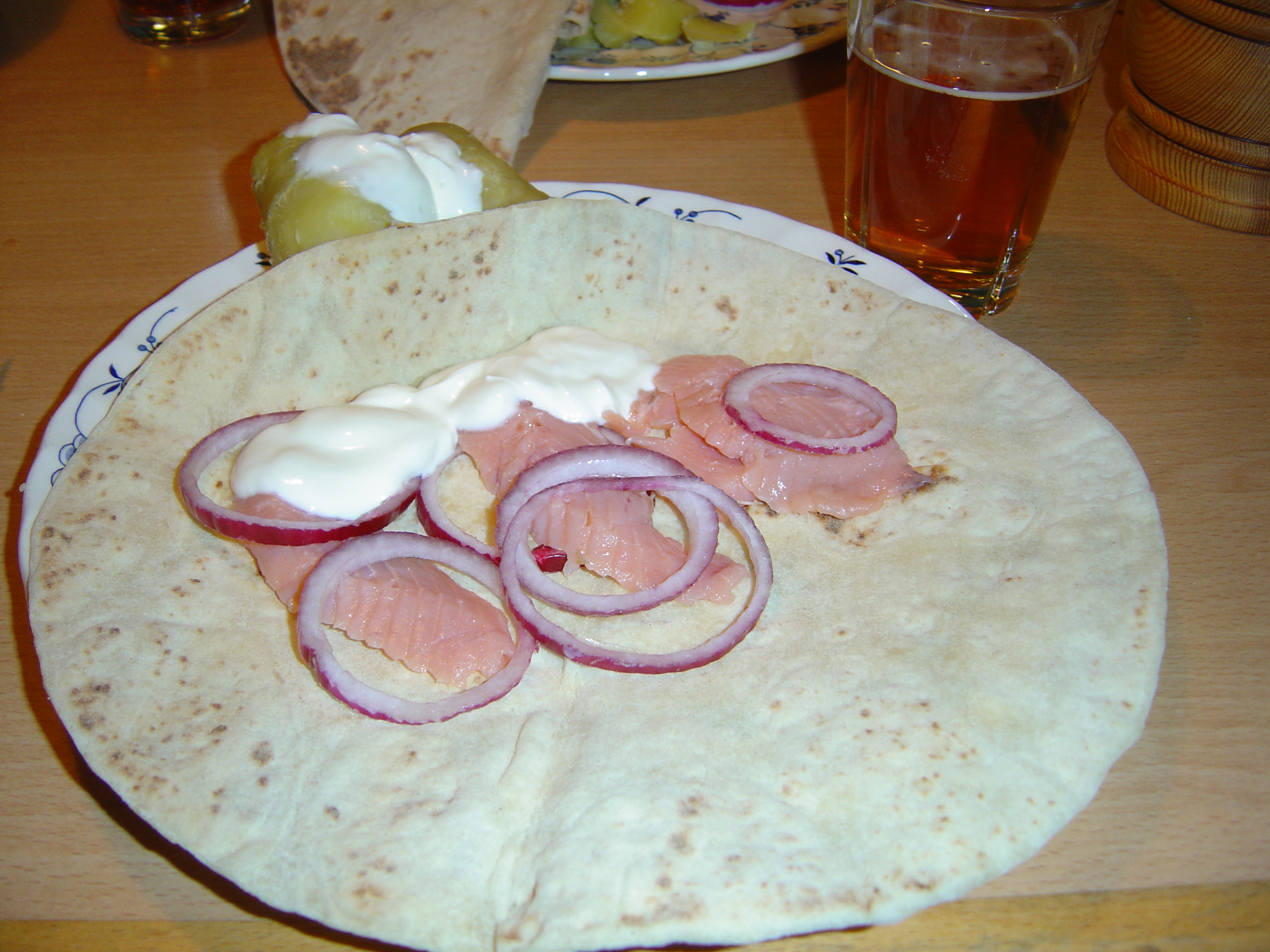
راك فيسك مقدم مع ليفيسي، وبصل، وكريمة حامضة

راك فيسك (باللغة النرويجية: Rakfisk) (لفظ نرويجي: [ˈrɑ̂ːkfɪsk]) هو طبق سمك نيرويجي مكون من سمك السلمون أو سمك الشار، ويٌملح ويخزن لمدة ما بين شهرين إلى ثلاث أشهر وقد تصل إلى سنة  ليتم تحليله.  وبعد هذه المدة، يمكن أكل هذا الطبق من دون الحاجة لان يتم طهيه، ويكون لدى طبق الراك فيسك رائحة قوية، بالاضافة إلى الطعم المالح الحاد. 

## الاصل
يعود اول ظهور لمصطلح راك فيسك (Rakfisk) إلى تاريخ 1348، ومن الممكن أن يكون تاريخ هذا الطبق أقدم. للان لا تتوفر اي مصادر للسنة التي تم فيها أكتشاف طبق راك فيسك أو عملية التحليل التي تقوم بأنتاج المواد الخام لهذا الطبق.

## التسمية
أن مقطع  (Rak) من الكلمة (Rakfisk) قد جاءت من كلمة  (rakr) من اللغة النوردية القديمة التي تعني رطب قليلا او كثيرا، في حين ان مقطع (Fisk) هو كلمة نيرويجية بمعنى سمك.

## طريقة التحضير
يتم تحضير الراك فيسك من سمك السلمون أو سمك الشار، بعد ذالك يتم أخراج الاحشاء وغسله. بعد الانتهاء من غلسله، يوضع في سَطْل ليملح ويتم تحليله، وفي بعض الاحيان يتم إضافة بعض من السكر لتسرع عملية التحليل للسمك. بعد ذلك يوضع السمك تحت الضغط مع غطاء يلائم السَطل، يعلوه وزن ثقيل. يتكون المحلول الملحي عندما يقوم الملح بسحب الرطوبة من السمك، ويخزن سَطل الراك فيسك في درجة حرارة اقل من 5 درجات مئوية  لمدة تصل ما بين شهر إلى ثلاث اشهر.

## طريقة الاكل
بعد اكتمال التحضير، فأنه لا يحتاج إلى طهي، ويُأكل كما هو. يتم تقديم طبق الراك فيسك بالطريقة التقليدية  مثل سمك مقطع إلى شرائح أو مثل سمك فيليه على الخبز المسطح او الخبز الرقيق. في حين ان البعض الاخر يقدمه مع البصل الني، والكريمة الحامضة، وصلصة الخردل وهو شكل من الخردل مع الشبت.

## أنظر ايضا
- مطبخ نرويجي

- سورسترومينج

- هاكارل

- جرافلاكس

- سمك مخمر

- ذوق مكتسب

## روابط خارجية
أشهر المأكولات النيرويجية